# De Likt
De Likt was een Nederlandstalige hiphopgroep die bekend was van o.a. het nummer Ja dat bedoel ik. De band gaf in januari 2023 hun laatste concert in Paradiso Amsterdam.

## Geschiedenis
De leden studeerden aan de Popacademie. De groep won in 2013 de Muzikantenprijs bij de Grote Prijs. in 2015 kwam het eerste album, getiteld De Likt uit en won de groep de Rotterdam Music Award. De groep speelde in 2016 op onder andere Paaspop, Lowlands en Zwarte Cross en tijdens het openingsfeest van de MTV Music Week. De videoclip Finidi George werd genomineerd voor de Berlin Music Video Awards.
In 2022 maakte de band bekend te stoppen na het einde van hun releasetour van het laatste album Ctrl-Alt-Delikt. De allerlaatste show vond plaats in de grote zaal van Paradiso Amsterdam.

## Discografie

### Albums
- De Likt, 2015
- De Derde, 2018
- Ctrl-Alt-Delikt, 2022

### Singles en ep's
- Alleen Zij Geeft Licht In De Duisternis, 2017
- Zelf Doen, 2018
- Net Als Toen, 2018
- Kingston Town, 2018
- Ze Smelten De Paashaas (Remastered 2019), 2019
- Ctrl-Alt-Delikt, 2019
- Man van de Kopstoot, 2020
- #Swingalong, 2021
- De Vunkinator, 2021
- De Boys Are Back In Town, 2022